# Rotbärtige Sklavenameise

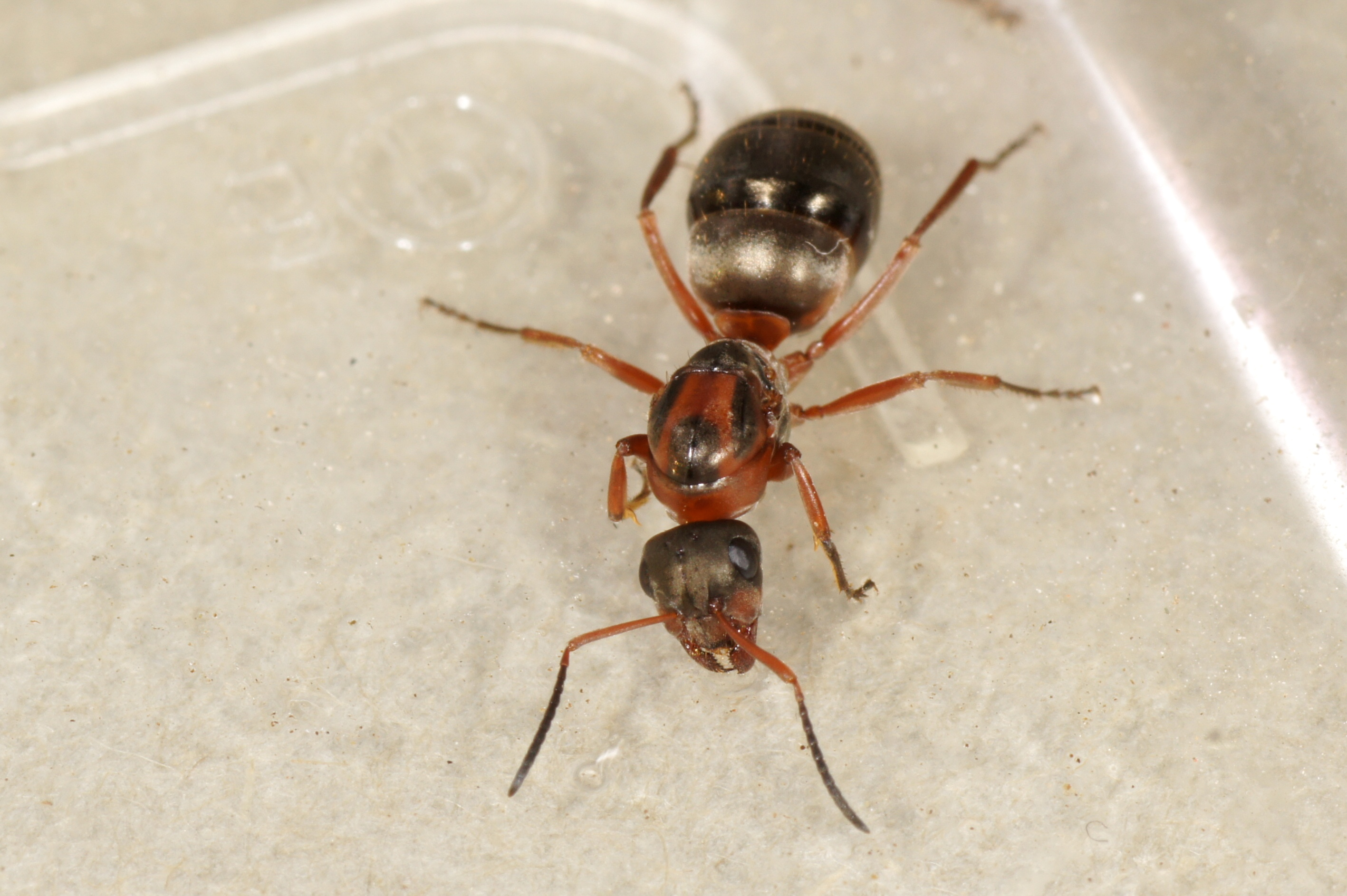
Eine ungeflügelte Königin (dealate Gyne) der Rotbärtigen Sklavenameise

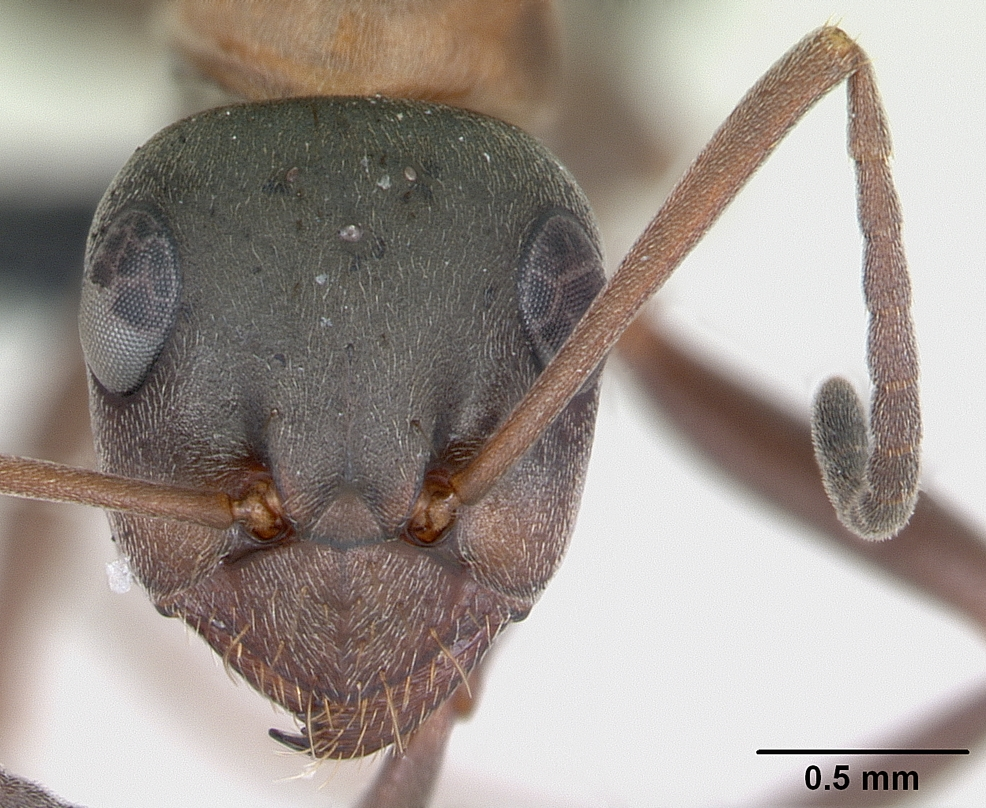
Der Kopf einer Arbeiterin

Die Rotbärtige Sklavenameise (Formica rufibarbis) aus der Unterfamilie der Schuppenameisen (Formicinae) gehört zur Gattung der Waldameisen (Formica) und dort zur Untergattung der Sklavenameisen (Serviformica). Ihr Verbreitungsgebiet reicht von Europa bis Mittelasien.

## Merkmale
Die Arbeiterinnen messen 4,5–7 mm, die Königinnen 9–11 mm und die Männchen 9–10 mm. Die Gaster und der Kopf sind mattschwarz bis bräunlich, der Thorax ist rötlich mit unterschiedlich starker Rotfärbung. Die Farbe kann von schwarzrötlich bis leuchtend rot variieren.
Diese Art kann man leicht mit Formica cunicularia, Formica clara und Formica pratensis verwechseln.
Die verwandte Grauschwarze Sklavenameise (Formica fusca) ist vollständig schwarz gefärbt, die Blutrote Raubameise (Formica sanguinea) hat einen rötlichen Kopf. Beide sind daher leicht von der Rotbärtigen Sklavenameise zu unterscheiden. Die Rote Waldameise (Formica rufa) und die Kahlrückige Waldameise (Formica polyctena) besiedeln einen anderen Lebensraum.
Für eine genauere Unterscheidung der Arbeiterinnen von Formica rufibarbis, Formica cunicularia und Formica clara ist vor allem das Zählen der Haare (Setae) an bestimmten Körperteilen wichtig. Formica rufibarbis weist eine höhere Zahl an Haaren auf als ähnliche Arten. Wenig behaarte Exemplare können höchstens mit stärker behaarten Formica clara verwechselt werden. Zur Übersicht im Folgenden eine Tabelle. Stehen zwei verschiedene Angaben vor und nach einem Querstrich, bezieht sich der Wert vor dem Querstrich auf Seifert (2007) und der Wert nach dem Querstrich auf Seifert & Schulz (2009):
| Art                 | Zahl der abstehenden Haare auf dem Pronotum | Zahl der abstehenden Haare auf dem Mesonotum | Zahl der abstehenden Haare auf dem Propodeum | Anteil dunkler Pigmentierung des Mesonotums | Anteil dunkler Pigmentierung des Propodeums | Scapuslänge  |
| Formica cunicularia | 6–19 / 0–4                                  | 0–2                                          | 0–(2) / 0–1                                  | 65–100 %                                    | 0–80 %                                      | 1560–1680 µm |
| Formica clara       | 13–24 / 0–4                                 | 0–2                                          | 0–(2) / 0–1                                  | 40–70 %                                     | 0–15 %                                      | 1700–1780 µm |
| Formica rufibarbis  | 22–40 / 8–14                                | 4–10                                         | 0–11 / 3–5                                   | 50–80 %                                     | 0–18 %                                      | 1640–1740 µm |

## Verbreitung
Die Rotbärtige Sklavenameise ist westpaläarktisch verbreitet. Ihr Verbreitungsgebiet reicht von der Iberischen Halbinsel im Westen bis nach Westsibirien (76° E) und in die Gebirge Mittelasiens (85° E) im Osten. In Fennoskandinavien kommt sie nördlich bis 61° N vor. In den Alpen ist sie bis in eine Höhe von 2000 m zu finden. Sie ist in ganz Deutschland von der planaren Höhenstufe bis zur submontanen Höhenstufe weit verbreitet. Auch in der Schweiz und in Österreich kommt die Art vor.

## Lebensraum
Formica rufibarbis bevorzugt kurzgrasige, thermophile Graslandhabitate, häufig mit Sandboden oder sandhaltigem Boden. Auch ruderale Trockenfluren, Wegränder, Bahndämme, Gärten und andere Habitate werden besiedelt. Im Gegensatz zur nah verwandten Art Formica cunicularia kommt sie im Durchschnitt häufiger auf Sandböden und in phytomasseärmeren (weniger Krautschicht) Lebensräumen mit höheren Bodentemperaturen vor. Formica rufibarbis dringt auch weiter in die urbane Zone ein als F. cunicularia. Die ebenfalls nah verwandte Formica clara dagegen ist noch thermophiler als F. rufibarbis und lebt häufig auf noch xerothermeren Sand- und Kalktrockenrasen.
In Deutschland ist Formica rufibarbis auf etwa 44 % der potentiell geeigneten Offenlandhabitate anzutreffen und kommt dabei mit 1–6 Nestern/100 m² vor.

### Nester
Die Nester dieser Ameise sind unterirdisch und meist einfache Erdnester ohne Nesthügel. Um die zahlreichen Nesteingänge finden sich jedoch kleine Anhäufungen von Sand oder Erde. Kolonien bestehen grundsätzlich nur aus einem einzelnen Nest. Die Nestgründung erfolgt claustral durch eine einzelne Königin, aber auch in Pleometrose. Die Nester sind tendenziell größer als die von Formica cunicularia und beinhalten meist etwa 1000–3000 Arbeiterinnen. Sie sind außerdem stärker polygyn als die der nur schwach polygynen F. cunicularia. In den Nestern leben die Raupen verschiedener Bläulings-Arten, wie z. B. die des Hauhechel-Bläulings (Polyommatus icarus) oder Polyommatus celin.

### Verhalten
Die nicht sehr territoriale Art ist aggressiver als Formica cunicularia und greift auch andere Ameisen schneller an. Vor allem bei Angriffen auf das Nest zeigt sie sich aggressiv. Sie kann sich auch besser gegen Sozialparasiten verteidigen als Formica cunicularia. Dennoch ist sie eine Hilfsameise für andere Arten, wie z. B. die Blutrote Raubameise (Formica sanguinea) oder die Amazonenameise (Polyergus rufescens). Außerdem kann Formica rufibarbis gut klettern und auch senkrechte Glaswände erklimmen.

### Ernährung
Formica rufibarbis ernährt sich größtenteils zoophag, also von Insekten und Spinnentieren, zu einem geringen Teil auch vom Honigtau der Wurzel- und Blattläuse. Größere Beutetiere können von mehreren Arbeiterinnen transportiert werden.

### Schwarmflüge
Die Geschlechtstiere schwärmen zwischen Mitte Juni und Anfang August. Im Labor konnten Königinnen ein Alter von bis zu 14 Jahren erreichen.

## Systematik
Formica rufibarbis bildet zusammen mit Formica cunicularia, Formica clara, Formica glabridorsis, Formica tianshanica, Formica persica, Formica orangea, Formica tarimica und Formica anatolica die Formica-rufibarbis-Gruppe innerhalb der Sklavenameisen. Nur drei dieser Arten sind in Europa zu finden, die übrigen leben in West- und Zentralasien.

### Synonyme
Folgende Namen sind jüngere Synonyme für Formica rufibarbis:
- Formica defensor
- Formica fraterna
- Formica fusca var. cinereorufibarbis
- Formica nicaeensis